# Yingtangia
Yingtangia is een geslacht van uitgestorven kreeftachtigen uit de klasse van de Ostracoda (mosselkreeftjes).

## Soort
- Yingtangia suboblonga Wang, 1982 †